# Pryzmat Glana–Foucaulta

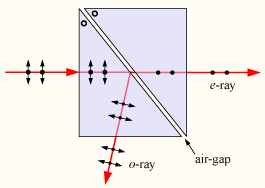
Pryzmat Glana–Foucaulta odchyla światło spolaryzowane równolegle (do płaszczyzny ilustracji), przepuszczając składową spolaryzo-waną prostopadle. Oś optyczna pryzmatu jest prostopadła do płaszczyzny ilustracji

Pryzmat Glana–Foucaulta, pryzmat Glan–powietrze – typ pryzmatu używanego jako polaryzator. Konstrukcja jest podobna do pryzmatu Glana–Thompsona, z tym, że dwa prostokątne pryzmaty kalcytu ustawione do siebie najdłuższymi bokami tworzą szczelinę powietrzną między sobą, zamiast być połączone. Całkowite wewnętrzne odbicie światła spolaryzowanego równolegle (z ang. p-polarized) w szczelinie powietrznej powoduje, że tylko światło spolaryzowane prostopadle (z ang. s-polarized) jest przepuszczane prosto przez pryzmat.  

## Konstrukcja
Pryzmat Glana–Foucaulta, w porównaniu z pryzmatem Glana–Thompsona, ma węższy kąt akceptacji, przy którym działa, ale ponieważ jest w nim szczelina powietrzna zamiast cementu, można zastosować – bez uszkodzeń – znacznie wyższe natężenia promieniowania. Pryzmat może być zatem używany z wiązkami laserowymi. Pryzmat jest również krótszy (dla danej szczeliny) niż konstrukcja Glana–Thompsona, a kąt odchylenia odrzuconej wiązki może wynosić prawie 90°, co bywa przydatne. 

## Charakterystyka
Transmitowana wiązka jest całkowicie spolaryzowana. Odbita wiązka nie jest całkowicie spolaryzowana, dlatego pryzmaty Glana–Foucaulta zwykle nie znajdują zastosowania jako polaryzujące dzielniki wiązki. Pryzmat Glana–Taylora jest podobny, z tym wyjątkiem, że osie kryształu i transmitowany kierunek polaryzacji są prostopadłe do swoich odpowiedników w konstrukcji Glana–Foucaulta, co daje lepszą transmisję i lepszą polaryzację odbitego światła. Kalcytowe pryzmaty Glana– Foucaulta są obecnie rzadko używane, w większości zastąpione przez polaryzatory Glana–Taylora i inne nowsze konstrukcje. 
Pryzmaty z ortowanadanu itru (YVO 4) oparte na konstrukcji Glana–Foucaulta mają lepszą polaryzację odbijanej wiązki i wyższy próg uszkodzenia w porównaniu z kalcytowymi pryzmatami Glana–Foucaulta i Glana–Taylora.
Pryzmaty YVO4 jednak są droższe i pracują w bardzo ograniczonym zakresie kątów padania wiązki światła.